# Bergens Tekniske Museum
Bergens Tekniske Museum er et teknisk museum i den fredede gamle sporvognsremise Trikkestallen i Thormhøhlensgate 23 på Møhlenpris i Bergen. Bygningen er tegnet af Schak Bull i 1913 og er nabo til Trikkebyen, som var boliger for sporvejsfunktionærerne. Museet er en del af de tekniske samlinger i Bergen, og drives af flere organisationer. Udstillingerne viser den tekniske udvikling i Vestlandet med fokus på landtransport, og omfatter gamle transportmidler som veteranbiler, cykler, motorcykler, busser og sporvogne, samt en af de gamle vogne fra byens kabelbane Fløibanen. Museet udstiller også historisk brandudstyr og militærmateriel og har et fungerende bogtrykkeri.
Museet tilbyder kørsel med gamle sporvogne på en strækning fra museet. Sporene er næsten færdiganlagt forbi Studentsenteret med master til luftledning. Med tiden vil sporvognene kunne passere Bergen Museums hovedbygning, Johanneskirken (Bergen) (no) og få endestation ved Den Nationale Scene. Sporene bliver anlagt i gaderne, efterhånden som de alligevel bliver gravet op. Indtil videre har man fået anlagt knap halvdelen af den samlede strækning. Sporvognene er blandt andet anskaffet fra Berlin, da de sidste af Bergens egne sporvogne blev sænket ned under vandet i Sandviksflaket, da den sidste linje blev nedlagt. Skinnerne kommer hovedsageligt fra Gråkallbanen i Trondheim.
I nærområdet ligger også Nygårdsparken og Vitensenteret i Bergen.